# Seznam osobností pohřbených na hřbitově Malvazinky

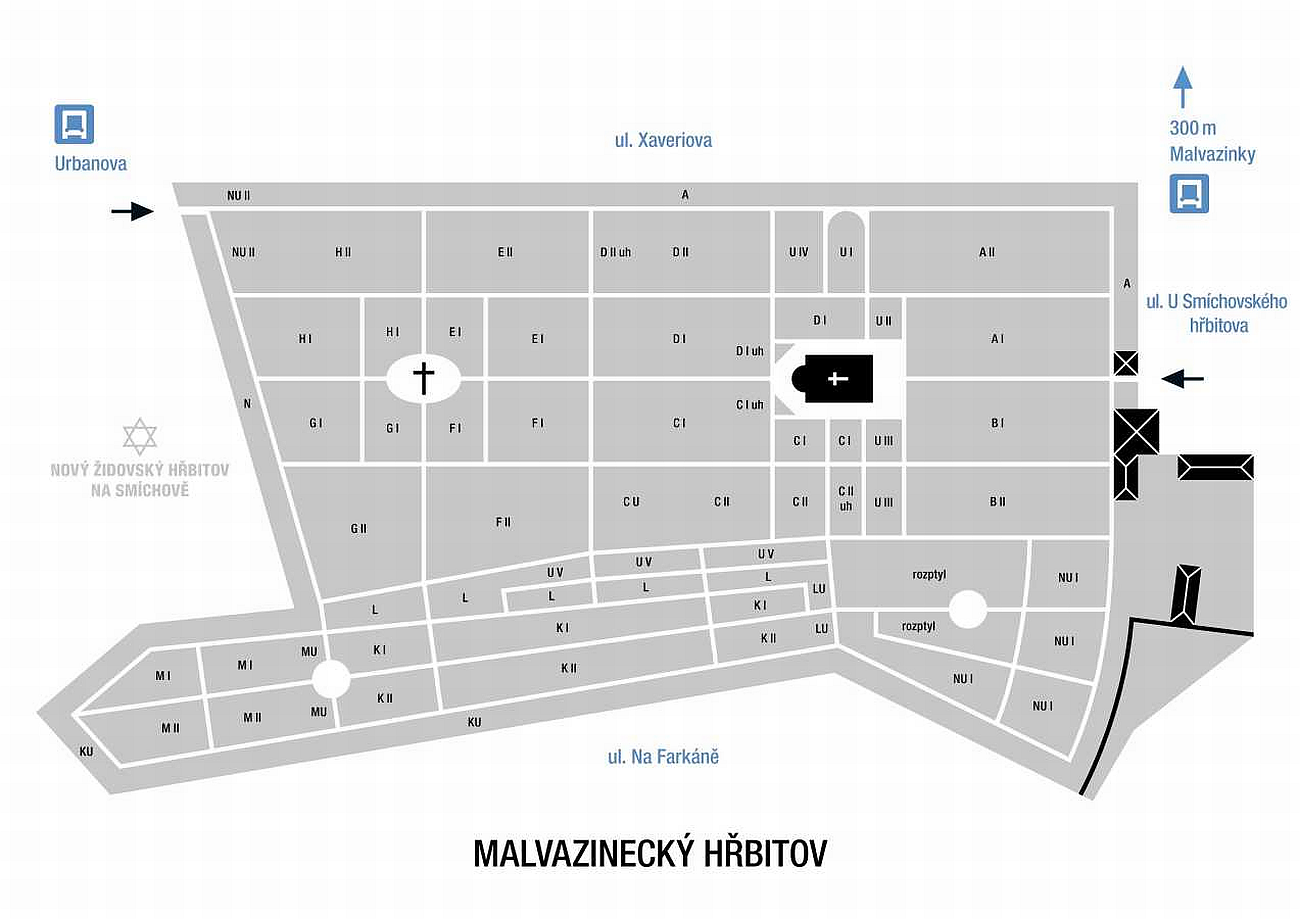
Orientační mapa pražského hřbitova Malvazinky

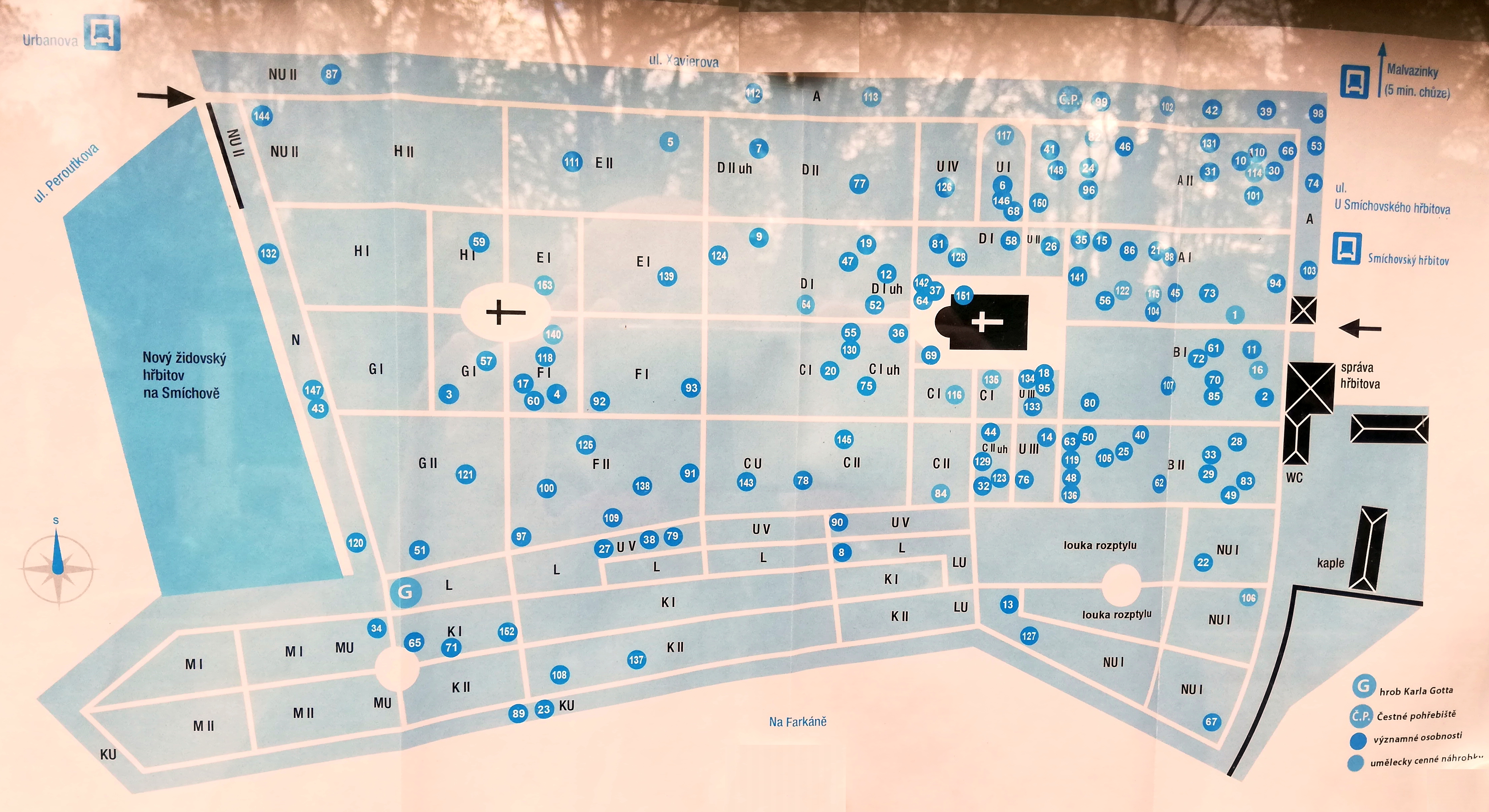
Podrobná mapa pražského hřbitova Malvazinky s lokalizací míst významných hrobů

Seznam osobností pohřbených na hřbitově Malvazinky byl sestaven na základě veřejně přístupných seznamů význačných osob zde pohřbených.